# Kamienica przy ulicy św. Mikołaja 43 we Wrocławiu
Kamienica przy ulicy św. Mikołaja 43 – zabytkowa kamienica o średniowiecznym rodowodzie znajdująca się przy ul. św. Mikołaja 43 we Wrocławiu.

## Historia kamienicy i opis architektoniczny
Kamienica wraz z trzema innymi przyległymi kamienicami została wzniesiona w okresie średniowiecza (pod koniec XIV wieku), a jej działka znajduje się pomiędzy dawnym pierwszym i drugim pasem umocnień w pobliżu Bramy Mikołajskiej. W pierwszej połowie XV wieku zespół tych kamienic zamieszkiwany był przez tkaczy i nazywany był "Pod Ramami" (sukienniczymi)
Do końca XIX wieku kamienica nr 43 miała skromną, trzyosiową barokową fasadę z jednokondygnacyjnym szczytem. Był to wówczas trzykondygnacyjny budynek o trójtraktowym układzie. W 1890 roku zmieniono ją w neomanierystycznym stylu dodając stosowne dekoracje.

## Po 1945
Do 1962 roku kamienica od zachodu przylegała do dawnego klasycystycznego budynku Bankhaus Gebrüder Alexander. Po 1945 wnętrza kamienicy pozbawiono wszelkich zabytkowych elementów architektonicznych.